# تابئا تسیمرمان
تابئا تسیمرمان (آلمانی: Tabea Zimmermann؛ زادهٔ ۸ اکتبر ۱۹۶۶) یک نوازندهٔ ویولا و استاد دانشگاه اهل آلمان است. وی دانش‌آموختۀ دانشگاه موسیقی فرایبورگ و موتسارتیوم دانشگاه زالتسبورگ است.
او نواختن ویولا را از سن سه سالگی و نواختن پیانو را از پنج سالگی آغاز کرد.
وی دانش‌آموختهٔ «کنسرتوار فرایبورگ» و همچنین «دانشگاه سالزبورگ» و از شاگردان «اولریش کُخ» است.
تابئا در سال ۱۹۸۲ برندهٔ جایزهٔ نخست رقابت‌های بین‌المللی موسیقی ژنو شد. وی در سال ۲۰۱۸ نشان افتخار شایستگی جمهوری فدرال آلمان را دریافت کرد.